# Copestylum amethystinum
Copestylum amethystinum är en tvåvingeart som först beskrevs av Jacques-Marie-Frangile Bigot 1875.  Copestylum amethystinum ingår i släktet Copestylum och familjen blomflugor. Inga underarter finns listade i Catalogue of Life.